# Aéroport international de Kona
L'aéroport international de Kona à Keāhole (code IATA : KOA • code OACI : PHKO) se situe à Kalaoa sur l'île d'Hawaï. 
En 2008, l'aéroport international de Kona à Keāhole a accueilli 2,7 millions de passagers.

## Situation
| Honolulu Hana Hilo Kahului Kalaupapa Kapalua Kona Lanai Līhuʻe Molokai Waimea-Kohala |

## Histoire
Le début des travaux de construction de l'aéroport commence le 10 juin 1948 pour se conclure le 3 janvier 1949. 
L'inauguration officielle de l'aéroport a lieu le 10 juillet 1949. 
United Airlines débute ses vols depuis l'aéroport le 7 septembre 1983. 
L'aéroport Keahole est renommé en aéroport international Keahole-Kona, le 26 avril 1993. 
Un premier Boeing 747 de la compagnie Cargolux venant d'Europe est le premier Boeing 747 de l'histoire de l'aéroport à atterrir à l'aéroport, le 14 février 1994. 
Le 2 juin 1996, Japan Airlines inaugure son vol Tōkyō-Kona. 
Le 16 juin 1997, l'aéroport international Keahole-Kona est renommé aéroport international de Kona à Keahole.

## Statistiques
Pour des raisons techniques, il est temporairement impossible d'afficher le graphique qui aurait dû être présenté ici.

Voir la requête brute et les sources sur Wikidata.

## Compagnies et destinations
| Compagnies                                   | Destinations |
| -------------------------------------------- | --- |
| Air Canada Rouge                             | En saison: Vancouver                                                                                            |
| Alaska Airlines                              | Oakland, San Diego, San José (Californie), Seattle-Tacoma En saison: Anchorage-T.-Stevens, Bellingham, Portland |
| American Airlines                            | Los Angeles, Phoenix-Sky Harbor En saison : Dallas-Fort Worth                                                   |
| Delta Air Lines                              | Los Angeles, Seattle-Tacoma                                                                                     |
| Hawaiian Airlines                            | Honolulu, Kahului, Līhuʻe, Tokyo-Haneda En saison: Los Angeles, Oakland                                         |
| Island Air                                   | Honolulu |
| Japan Airlines                               | Tokyo-Narita |
| Kona Shuttle opéré par KaiserAir             | Charter : Oakland                                                                                               |
| Mokulele Airlines                            | Honolulu, Kahului, Kapalua-West Maui (en)                                                                       |
| ʻOhana by Hawaiian opéré par Empire Airlines | Kahului |
| Southwest Airlines                           | San José (Californie)                                                                                           |
| United Airlines                              | Denver, Los Angeles, San Francisco                                                                              |
| Virgin America                               | San Francisco                                                                                                   |
| WestJet                                      | En saison: Vancouver                                                                                            |

Édité le 19/03/2019

## Galerie

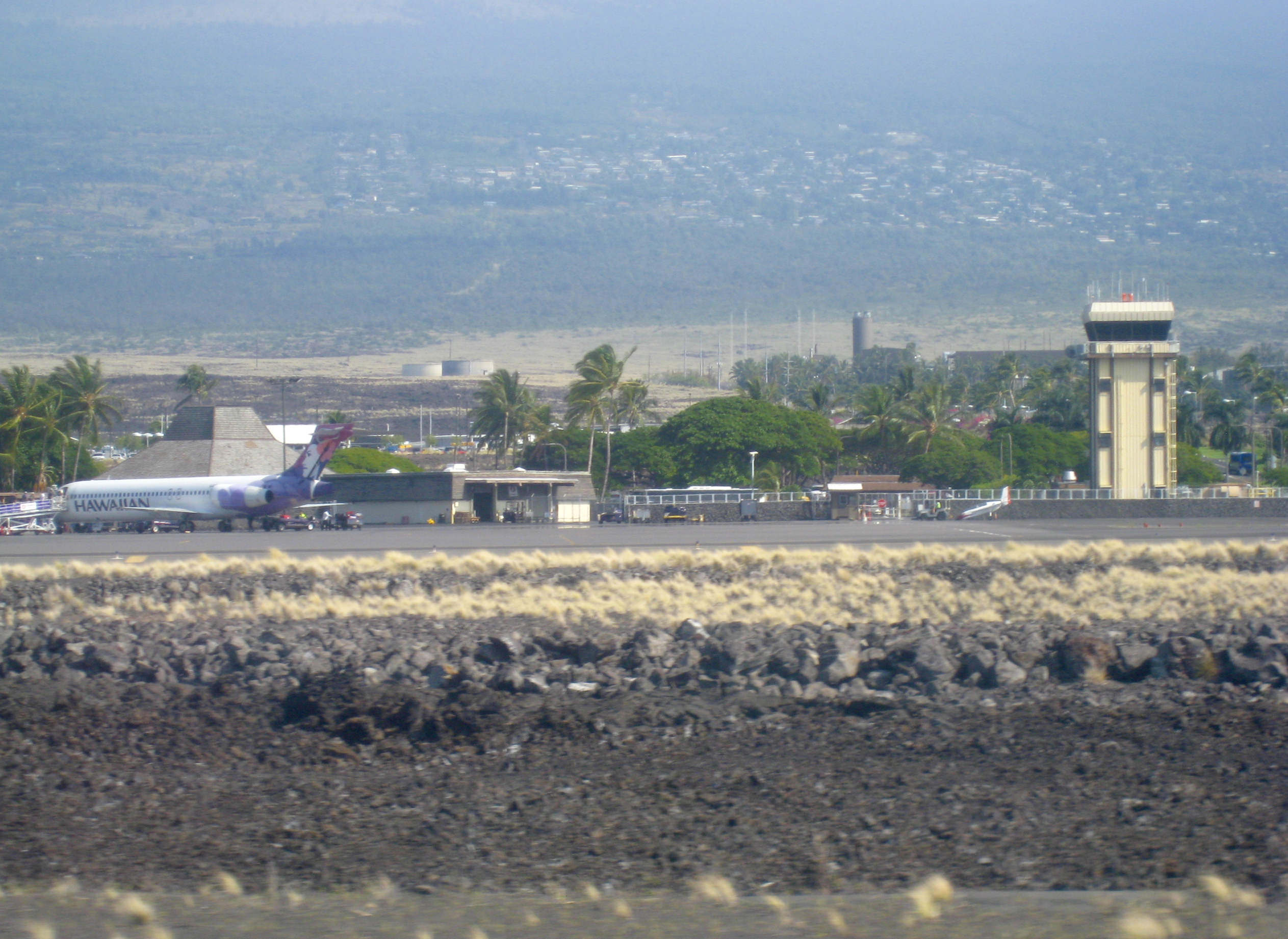
Tour de contrôle à KOA
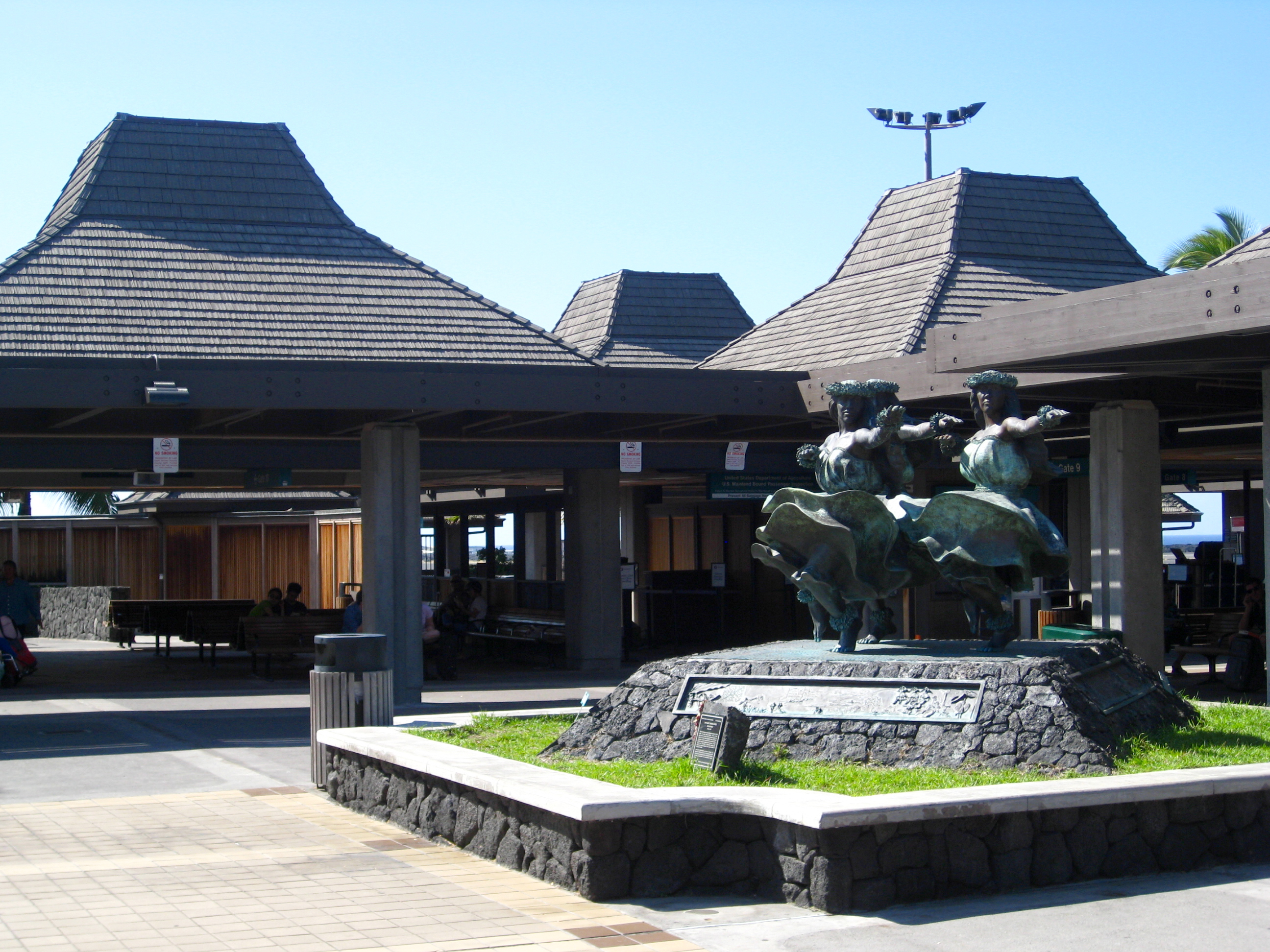
Terminal à KOA
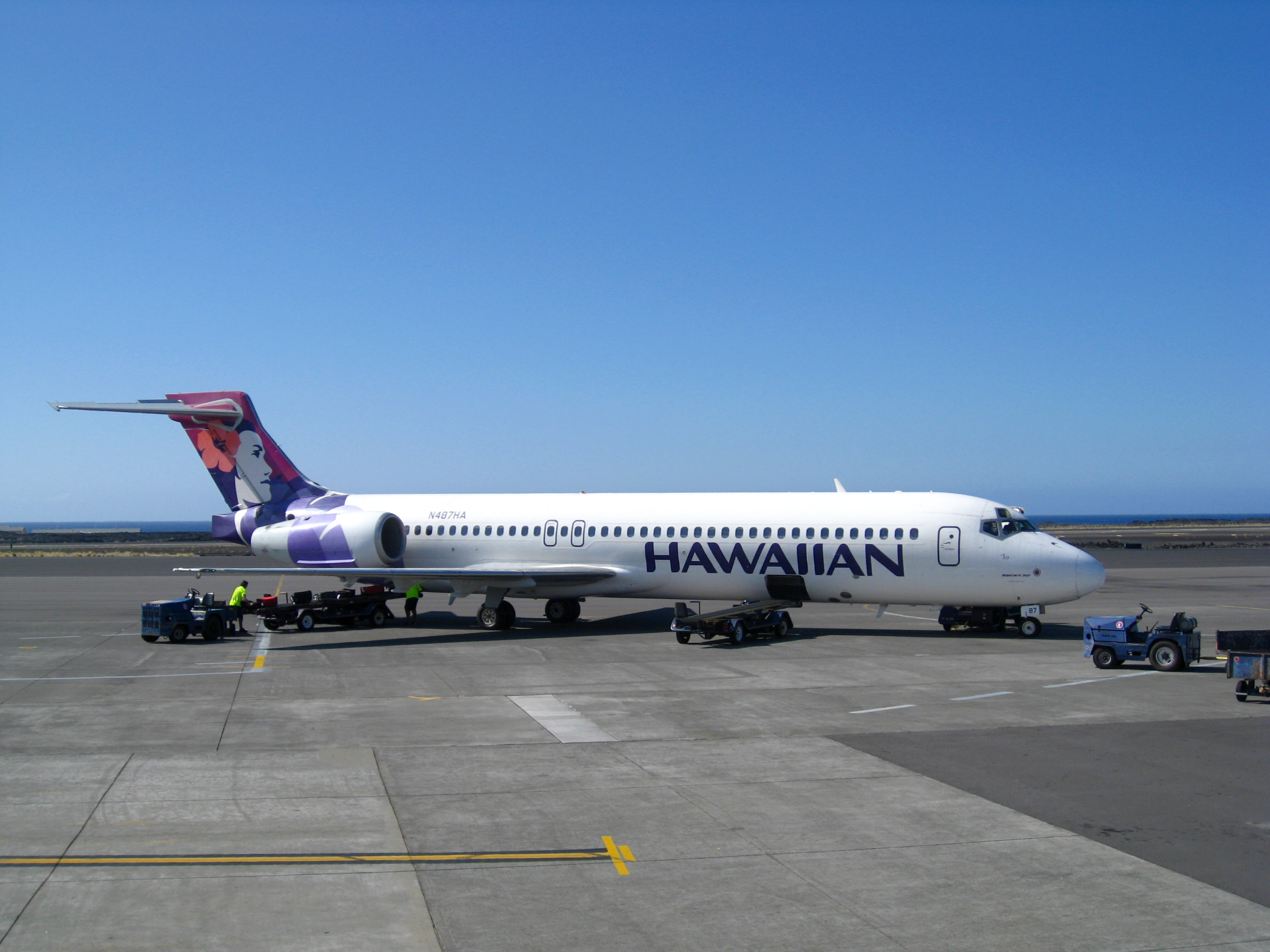
Hawaiian Airlines à KOA
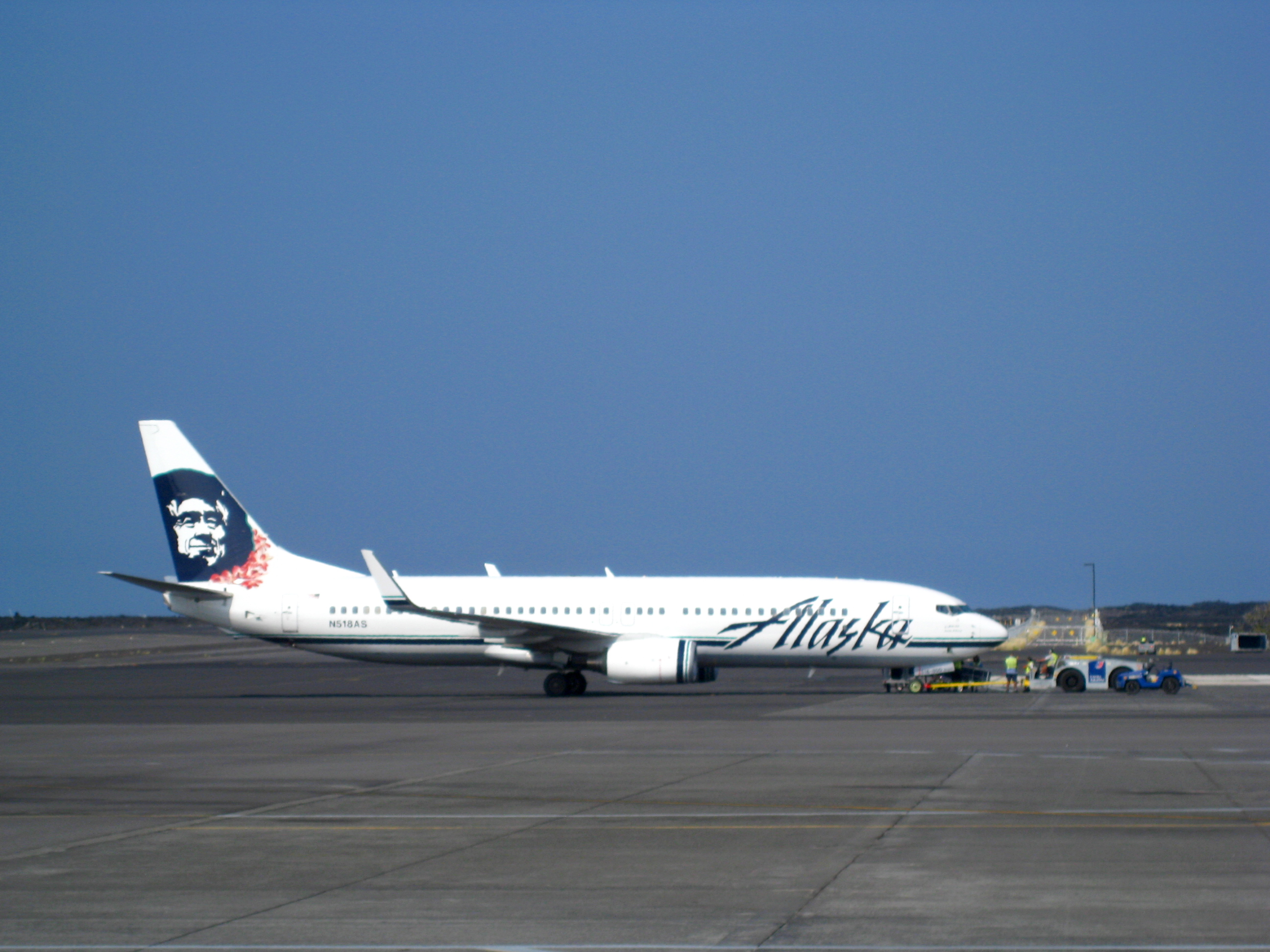
Alaska Airlines à KOA